# 2007 год в Канаде
2007 год в истории Канады.

## Важные события

### Январь
- 5 января — инцидент с крышей стадиона Би-Си Плэйс
- 11 января — сильнейшая метель в центральном Саскачеване

### Февраль
- 3 февраля — впервые в истории на игре команды «Калгари Флэймз» гимн Канады исполняется на языке аборигенов
- 8 февраля — выборы в провинции Онтарио
- 19 февраля — в прямом радиоэфире на CKRS Луис Шампань задал провокационный вопрос о сексуальной ориентации Квебекской партии двум её известным членам-геям.
- 20 февраля — правительство Канады и Билл Гейтс выделяют 139 миллионов долларов на разработки против СПИДа.

### Март
- 13 марта — публикуются данные, что численность населения в 2006 году составляла 31 612 897 человек, а численность населения территорий Канады превысила 100 000.
- 26 марта — выборы в Квебеке.

### Апрель
- 3 апреля — билль о правах ветеранов получает королевскую санкцию.
- 27 апреля — в Лавале открыты три новые станции метро.
- 30 апреля — визит принца Эндрю в Галифакс, Торонто и Кембридж.

### Май
- 3 мая — объявлены даты выборов.
- 18 мая — Пьер Дюшен назначен 28-м лейтенант-губернатором Квебека.
- 22 мая — Новая Демократическая партия выигрывает выборы в Манитобе.
- 23 мая — убийство Джордана Маннерса.
- 28 мая — либералы выигрывают выборы на острове принца Эдварда.

### Июнь
- 2 июня — визит принца Гарри (военная база CFB Suffield) и принцессы Анны (Саскачеван).
- 7 июня — Пьер Дюшен занимает свой новый пост.
- 12 июня — Роберт Гиз начинает возглавлять остров принца Эдварда.
- 18 июня — начинает работу программа защиты пассажиров.
- 22 июня — CTVglobemedia покупает компанию CHUM Limited.
- 29 июня — День протеста аборигенов Канады (блокированы важные пути сообщения).

### Июль
- 13 июля — Конрад Блэк признан виновным в мошенничестве.
- 19 июля — Джесси Аймесон убивает троих людей в Юго-Западном Онтарио.

### Август
- В течение месяца на побережьях Британской Колумбии находят человеческие ступни.
- 23 августа — полиция Квебека внедряет своих агентов в группу людей, протестующих против «встречи в Монтебелло».
- 28 августа — Стивен Трускотт оправдан.

### Сентябрь
- 5 сентября — Дэвид Онли назначен на пост лейтенант-губернатора Онтарио.
- 11 сентября — Стивен Харпер, премьер-министр, выступает в Парламенте Австралии.
- 17 сентября — дополнительные выборы в Квебеке.

### Октябрь
- 1 октября — выборы в Северо-Западных территориях. Стивен Пойнт получает пост лейтенант-губернатора Британской Колумбии.
- 9 октября — Прогрессивная Консервативная партия выигрывает выборы в Ньюфаундленде и Лабрадоре. Землетрясения в Британской Колумбии.
- 10 октября — либералы выигрывают выборы в Онтарио.
- 13 октября — выбран новый лидер Демократической партии Нью-Брансуика — Роджер Дугай[англ.].
- 14 октября — Роберт Дзекански умирает после того, как канадские полицейские оглушают его электрошокером.
- 17 октября — Флойд Роланд избран новым премьер-министром Северо-Западных территорий.
- 19 октября — в Суррее (Британская Колумбия) убиты четыре наркодилера и два невиновных человека («убийство суррейской шестёрки»).
- 25 октября — правительство объявляет о создании защищённой области озёра Верхнее.
- 31 октября — Марк Уорнер становится кандидатом от консервативной партии в избирательном округе центрального Торонто. «Citytv» становится частью компании «Rogers Communications».

### Ноябрь
- 7 ноября — оппозиция выигрывает выборы в Саскачеване.
- 21 ноября — новым премьер-министром Саскачевана становится Брэд Уолл.
- 30 ноября — район города-курорта Уасага-Бич (Онтарио) разрушен пожаром.

## Скончались
- 6 января — Чармион Кинг, актриса.
- 8 января — Ивонн де Карло, актриса, певица, танцовщица.
- 15 января — Джеймс Хиллер, создатель первого электронного микроскопа; Перси Сальцман, первый канадский ведущий прогноза погоды.
- 18 января — Джули Бертранд, самая старая канадка (родилась в 1891).
- 19 января — Денни Доэрти, певица, поэтесса.
- 20 января — Кирил Франсис, спикер Палаты общин; Ричард Вуленвайдер, лимнолог.
- 23 января — Джон Майор, теле- и радиоведущий.
- 26 января — Лорн Уорсли, хоккеист.
- 14 февраля — Райан Ларкин, мультипликатор, художник и скульптор.
- 17 февраля — Дермот О’Рейли, музыкант, продюсер, поэт.
- 19 февраля — Селия Франка, балерина, основатель и директор Национального балета Канады.
- 27 февраля — Мирон Чайльд. молодой активист, спикер, политик.
- 2 марта — Дорис Андерсон, писательница, журналистка, феминистка.
- 23 марта — Агнес Бенидиксон, первая женщина-канцлер Университета Куинс.
- 10 апреля — Чарльз Леблонд, поинер клеточной биологии.
- 14 апреля — Джун Калвуд, писательница, журналистка, социальная активистка.
- 23 апреля — Джим Уолдинг, политик.
- 28 апреля — Ллойд Круз, бизнесмен, политик, лейтенант-губернатор Новой Шотландии; Берта Уилсон, первая женщина-младший судья в Верховном суде Канады.
- 7 мая — Мифанви Павелик, художник.
- 15 июня — Ричард Белл, музыкант.
- 21 июня — Питер М.Либа, журналист, лейтенант-губернатор Манитобы.
- 24 июня — Крис Бенуа, рестлер (смерть связана с одним из инцидентов в английской Википедии).
- 27 июня — Уильям Хатт, актёр.
- 11 июля — Эд Мирфиш, бизнесмен, филантроп.
- 15 июля — Блума Аппель, меценат, филантроп.
- 31 июля — Маргарет Ависон, поэтесса.
- 17 августа — Элмер МакФайден, политик.
- 22 августа — Джилес Бедуин, мэр Труа-Ривьер.
- 23 августа — Уильям Джон МакКиг, лейтенант-губернатор Манитобы.
- 24 августа — Анри Буше, 39-й мэр Квебека.
- 8 сентября — Джордж Крам, пианист, аранжировщик.
- 23 сентября — Кен Дэнби, художник.
- 24 октября — Дэвид Адамс, балерон.
- 30 октября — Роберт Гулет, певец и актёр.
- 24 ноября — Антонио Лэмер, юрист, 16-й главный судья Канады.
- 27 ноября — Джейн Рул, новеллист.
- 29 ноября — Джеймс Барбер, повар, автор поваренных книг.
- 4 декабря — Норвал Мориссо, художник.
- 23 декабря — Оскар Питерсон, джазовый пианист.